# Хабиб Диало
Мухамаду́ Хаби́бу „Хаби́б“ Диало́ (на френски: Mouhamadou Habibou "Habib" Diallo) е сенегалски футболист, играещ като нападател за саудитския Ал-Шабаб и националния отбор на Сенегал. Шампион в Купата на африканските нации 2021. Участник в Купата на африканските нации 2023. През 2024 вкарва 2 гола: (втория гол за отбора си срещу Гамбия за победата с 3:0 и гола на 1/8 финала срещу Кот д'Ивоар за 1:1 (4:5 след дузпи).

## Успехи
Мец
- Лига 2 на Франция
  -  Шампион (1): 2018/19[4]

 Сенегал
- Купа на африканските нации
  -  Шампион (1): 2021[5]

Индивидуални
- Гран-офицер на Националният орден на Лъва: 2022